# Arlequin roi de Serendib
Arlequin roi de Serendib est une farce en trois actes écrite par Alain-René Lesage et représentée en écriteaux par la troupe de Baxter et Saurin, placée sous la direction de la veuve Baron, au théâtre de la foire Saint-Germain le 3 février 1713 et publiée en 1721 chez Étienne Ganeau.

## Personnages
- Arlequin, roi de Serendib ;
- Mezzetin, en grande prêtresse ;
- Pierrot, en suivante de Mezzetin ;
- Le grand Visir ;
- Le grand Sacrificateur ;
- Suite du grand sacrificateur ;
- Troupe de prêtresses ;
- Troupe de femmes du sérail ;
- Le chef des eunuques ;
- Troupe d’officiers du palais ;
- Un peintre ;
- Un médecin ;
- Troupe de voleurs, avec leurs femmes.

## Résumé

### ActeIer
Arlequin vient d’être jeté par une tempête sur la côte mystérieuse de l’ile de Serendib, où règne la plus étrange et la plus barbare des coutumes : tous les mois, on place un étranger sur le trône pour l’égorger à la fin du mois et donner sa place à un autre, qui doit venir aussi des pays d’outre-mer. Si les flots n’en apportent pas, le grand vizir est sacrifié. Tandis qu’Arlequin compte son argent, trois brigands surgissent qui le dépouillent, le martyrisent et l’abandonnent. Recueilli par des hommes préposés à la recherche des rois, et porté sur leurs épaules, il fait dans la capitale, au son des fifres et des tambours, une entrée triomphale, que suit la cérémonie du couronnement.

### Acte II
Lors du couronnement, le grand sacrificateur lit dans un livre sacré d’inintelligibles formules : « Tou crizou, i crizi, tiptomen, tiptole, tiptoussi, / Prophyra, Pisma, Kécaca. » Et les suivants de répondent en chœur : « Kécaca ! » Et Arlequin, croyant à ce dernier mot que la cérémonie lui commande de faire servir le turban royal… à certains usages, se met en devoir d’obéir. Une fois couronné, le nouveau roi mène joyeuse vie et « s’en fourre jusque là » dans le plus bel appartement du sérail. Il mange, boit, courtise les femmes et fait pendre les bandits qui l’avaient dépouillé. « Je veux qu’on branche ces compères, / Qu’on les houspille tant et plus ; / Après qu’on les aura pendus, / Qu’on les mène aux galères. »

### Acte III
Un mois s’est écoulé et l’heure a sonné pour Arlequin d’expier son éphémère royauté : il est dépouillé de ses ornements et conduit au sacrifice. Mais, au moment de frapper la victime, la grande prêtresse s’arrête, laisse tomber son poignard, suspend la cérémonie, ordonne à sa suivante d’expulser les assistants et se fait reconnaître : Arlequin reconnait ses deux vieux amis, Mezzetin et Pierrot, qui, échoués eux aussi sur le rivage inhospitalier de Serendib, s’étaient déguisés en femmes pour éviter le trône et la mort. Ils étaient devenus, grâce à la protection du grand vizir amoureux, les prêtresses de la déesse Kéfaïa. Les trois compères réunis « Partent en diligence ; / Et qu’ils vont en boire à Paris, / Des flacons de Champagne ! »